# Крансекаге
Крансекаге (дат. kransekage) или крансекаке (норв. kransekake) — традиционное датское и норвежское кондитерское изделие, миндальный торт в виде пирамиды, состоящей из колечек разной величины. В переводе название означает «торт-венок». В Скандинавии его едят по особым случаям. В Норвегии его также называют tårnkake («торт-башня»), и его часто готовят ко Дню Конституции, Рождеству, к свадьбе и крестинам. В Дании его обычно едят в Новый год, а вариант торта overflødighedshorn традиционно подают на свадьбах и крестинах.
Происхождение крансекаге можно проследить с XVIII века, когда его впервые создал пекарь из Копенгагена.

## Приготовление
Крансекаге представляет собой серию концентрических колец торта (часто 18 или более слоев), наложенных друг на друга и склеенных белой глазурью, образуя крутонаклонный конус. Кольца для торта крансекаге готовятся из миндаля, сахара и яичных белков. Идеальный крансекаге твердый на ощупь, но при этом мягкий внутри и легко жуётся.

## Подача
Крансекаге сервируют отдельными кольцами, разбитыми на более мелкие кусочки. В последние годы крансекаге, производимые серийно, продаются круглый год в виде десертных батончиков. Крансекаге массового производства можно приобрести в магазинах в период Рождества и в канун Нового года.
Для свадьбы торт украшают сверху фигурками новобрачных. По традиции молодожены поднимают верхний слой торта на свадьбе. Говорят, что количество колец торта, которые прилипнут к верхнему, когда его поднимут, и будет числом детей у пары.
Самый высокий в мире крансекаге был испечён в 2006 году супермаркетом Coop в Осло в честь своего 100-летия. Торт имел высоту 13,17 метра и был приготовлен из более чем 700 килограммов теста.

## Вариации
Оригинальный вариант, используемый на свадьбах, называется overflødighedshorn («рог изобилия»), имеет форму рога изобилия и наполнен шоколадными конфетами, печеньем и другими небольшими угощениями. Иногда в центр ставят бутылку вина или аквавит, а торт украшают декоративными элементами, хлопушками или флажками.
На Рождество часто готовят небольшие версии торта, называемые Kransekakestenger. Она готовится так же, как и оригинальная версия, но вместо того, чтобы формовать кольца, их делят на небольшие прямые порции длиной 5-8 см (2-3 дюйма). Затем их аналогичным образом украшают белой глазурью, хотя их также можно обмакнуть в шоколад.

## Галерея

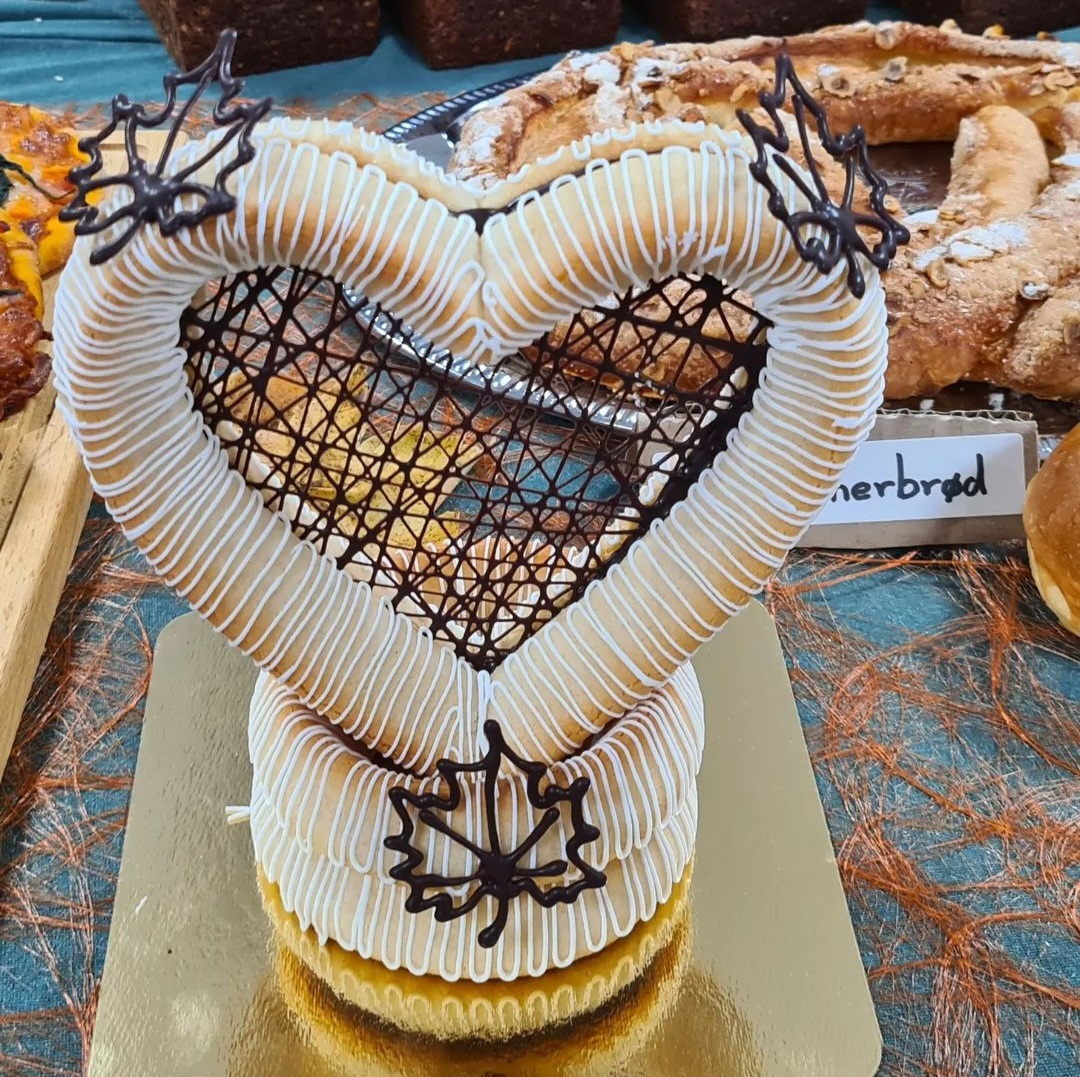
Датский крансекаге в форме сердца, крансехьерте, с осенними листьями
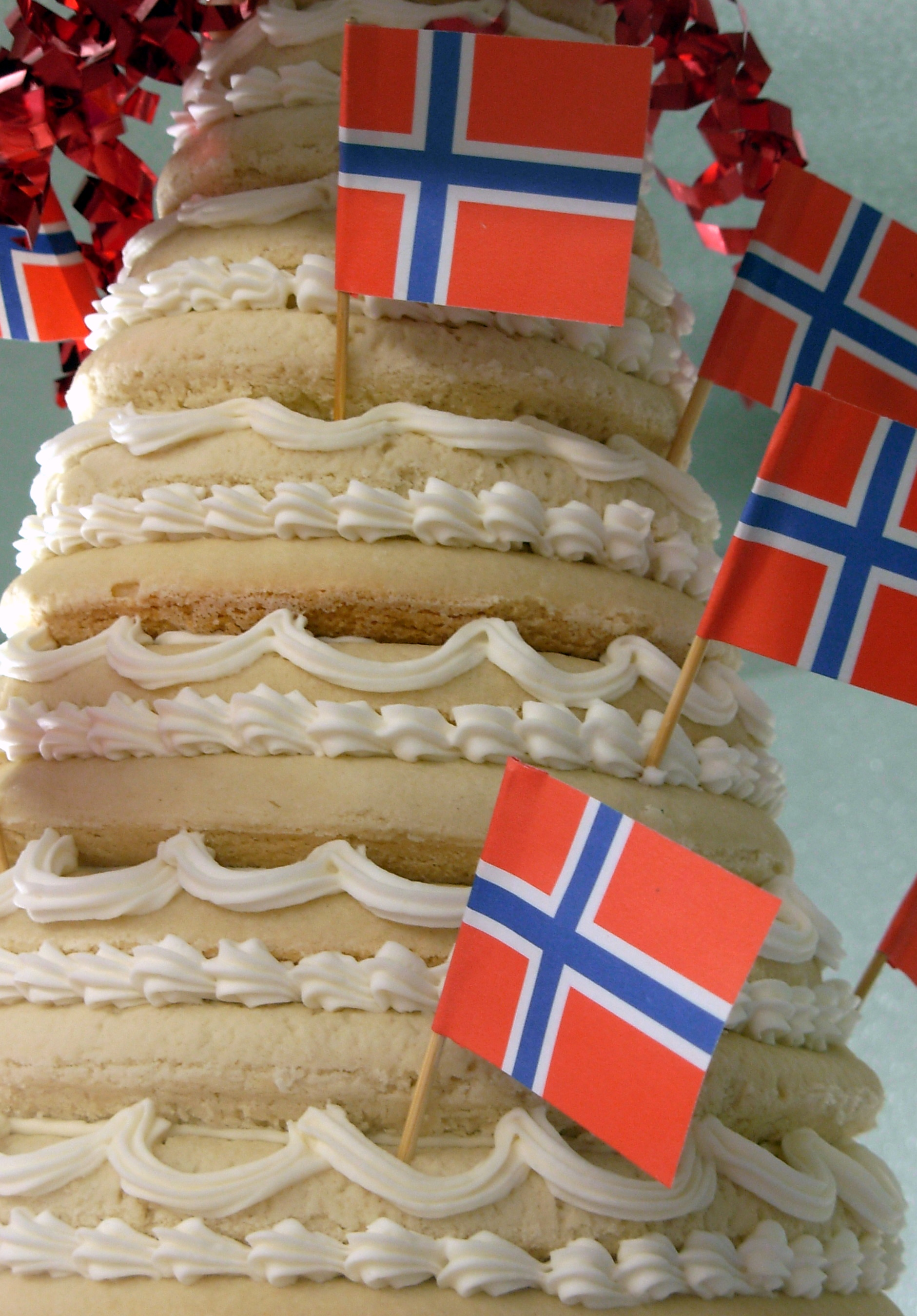
Крупный план крансекаге, украшенного норвежскими флагами
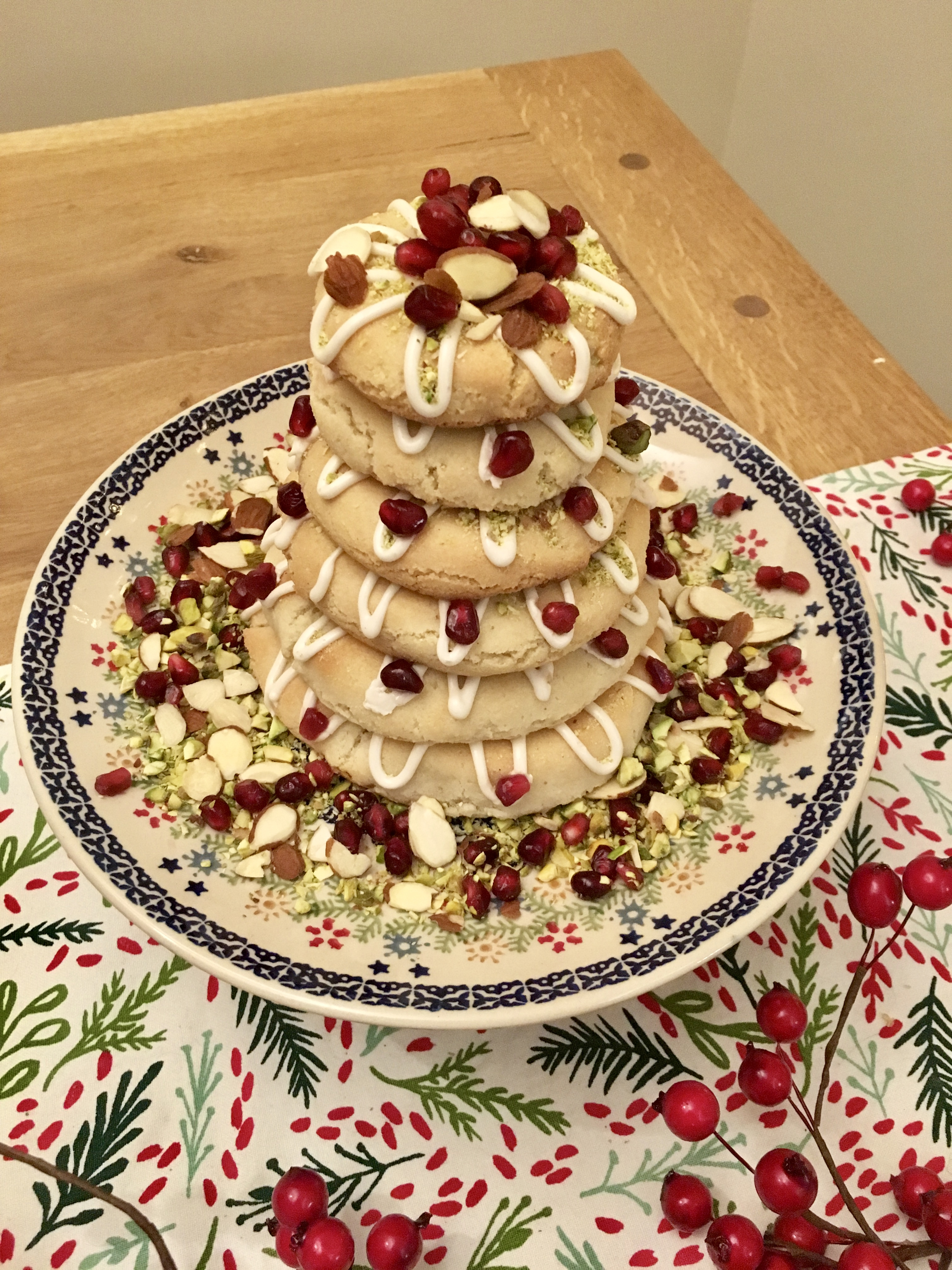
Небольшое красекаге, украшенное орехами и фруктами, а также традиционной белой глазурью
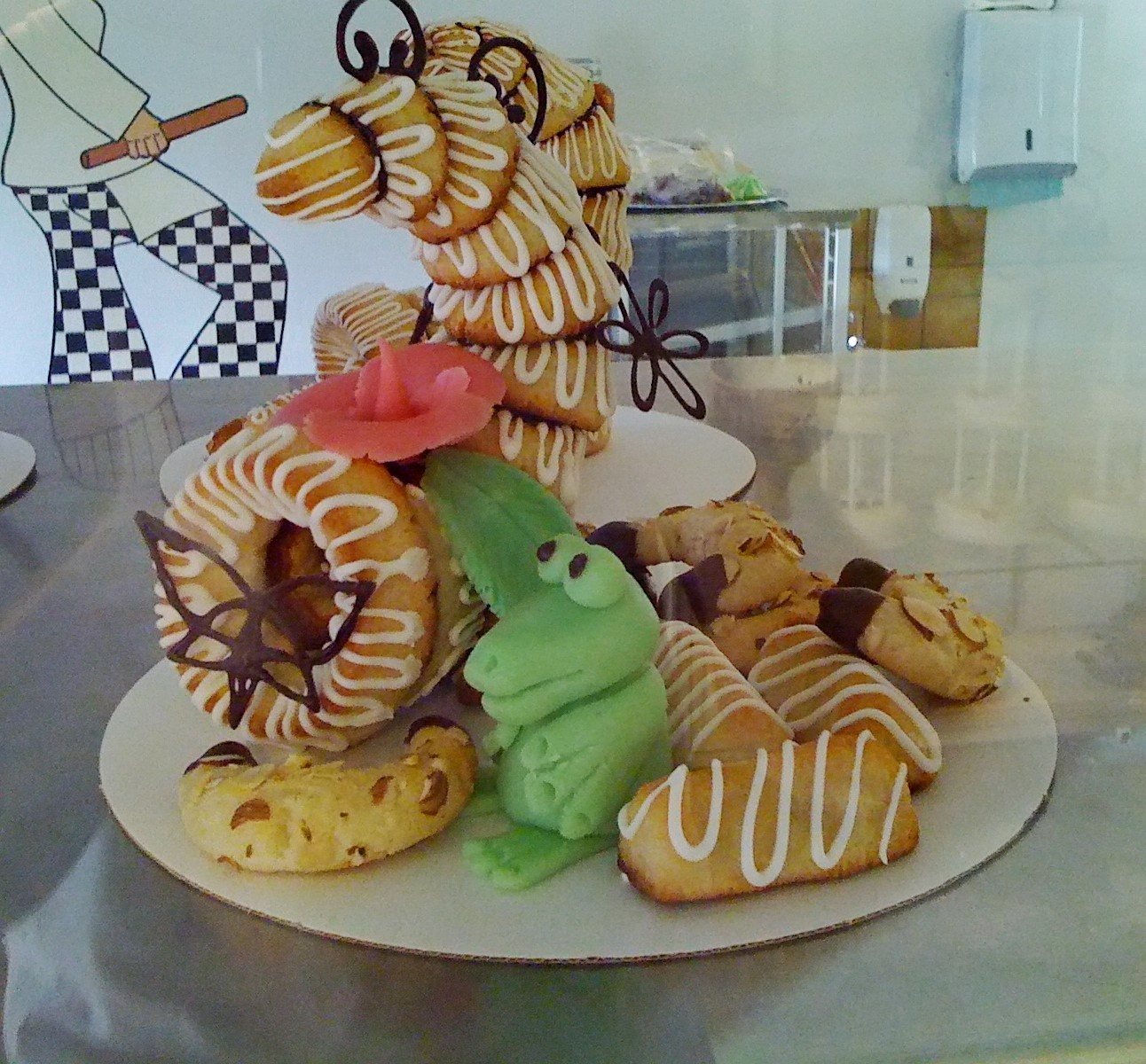
Современная уменьшенная версия Overflødighedshorn , украшенная марципановыми и шоколадными завитками (дат. Snirkel). Справа внизу небольшие продолговатые кусочки крансекаге.
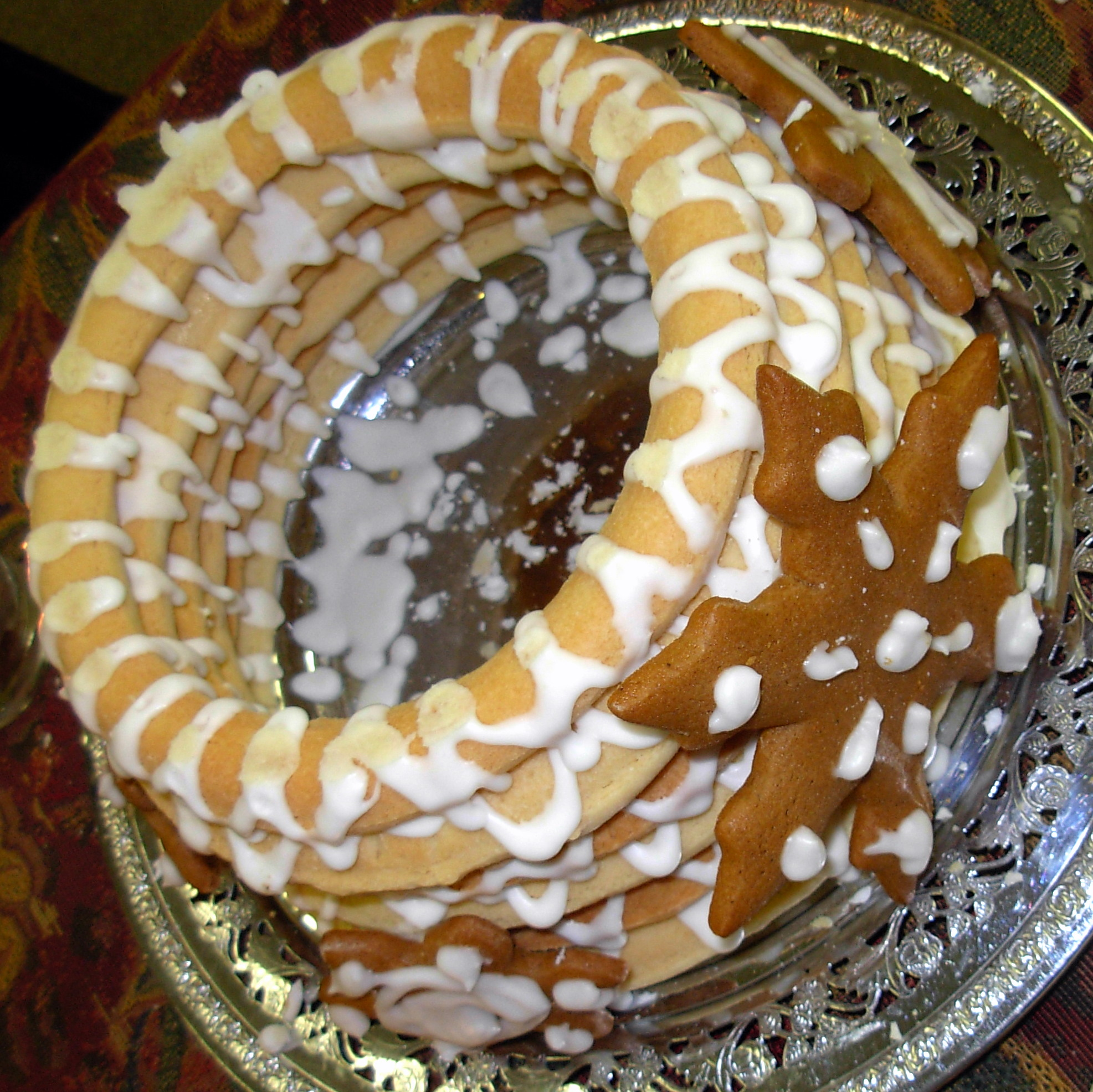
Кольцо-крансекаге, украшенное имбирными пряниками
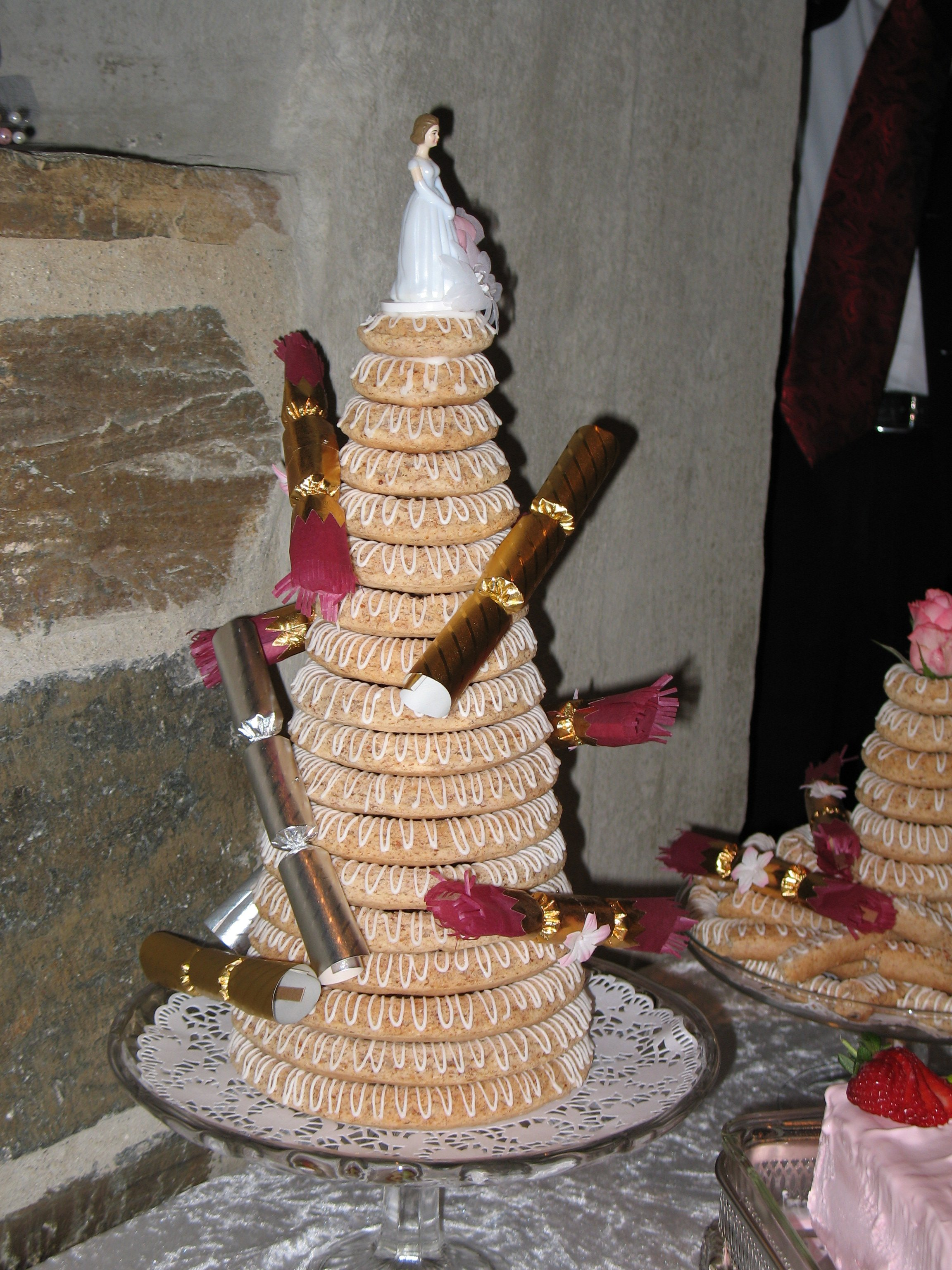
Праздничный крансекаге